# Ostertor (Remels)
Das Ostertor (Ostfriesisches Platt: Osterpoort) ist das Torhaus der St.-Martin-Kirche in Remels. Das im 14. Jahrhundert errichtete Gebäude steht unter Denkmalschutz. Das auf dem Wappen der Gemeinde Uplengen dargestellte Tor ist das symbolisierte Ostertor der alten Wehrkirche in Remels.

## Geschichte
Remels war seit dem Mittelalter Hauptort des Lengenerlandes. Es war die kleinste Landschaft mit dem seinerzeit größten Kirchspiel in Ostfriesland. Im Umkreis von zwei bis vier Kilometer befinden sich die neun Loogen (Bauerschaften) Poghausen, Spols, Bühren, Großsander, Kleinsander, Jübberde, Selverde, Kleinoldendorf und Großoldendorf wie ein Kranz um den zentralen Kirchort Remels herum. Aus den Orten liefen Straßen sternförmig auf die im 13. Jahrhundert errichtete Kirche zu. Der Bau der Kirche begann Anfang des 13. Jahrhunderts. Bedingt durch ihre Lage am Rande Ostfrieslands an der Grenze zum Oldenburger Land sah sich die Bevölkerung immer wieder Plünderungen der auswärtigen Grafen ausgesetzt. Das Gotteshaus wurde daher als Wehrkirche angelegt und immer weiter ausgebaut. Neben der Kirche war die Festungsanlage ausgestattet mit Wehrturm, freistehendem Glockenturm, Kirchhof, umgebender Mauer mit Graben und Tortürmen. Das Kirchenschiff und der im 14. Jahrhundert errichtete Backstein-Torturm des Ostertors sind der verbliebene Rest dieser Befestigung.

## Baubeschreibung
Die Uplengener erbauten das Tor aus Backstein. Vermutlich war es einst mindestens ein Stockwerk höher und konnte auf der Ostseite mit einem Falltor verschlossen werden. Die dafür nötige Öffnung nach oben und die seitlichen Führungen sind noch vorhanden. Auch die anschließende Friedhofsmauer war einst sicher höher und breiter. Darauf deuten die Reste einer Anschlussstelle für die Mauer im unteren Bereich der Südmauer des Turmes hin. Vermutlich wurde das Obergeschoss Ende des 15. oder Anfang des 16. Jahrhunderts abgebrochen.
Heute ist der Turm 7,30 Meter lang und 5,35 Meter breit. Das Ostertor ist mit einem Satteldach bedeckt. Der First verläuft in Nord-Süd-Richtung und ist durch Giebel abgeschlossen, die das Dach überragen. Der Durchgang ist auf der Ostseite nach oben von einem 3,60 breiten gotischen Bogen mit dreifach abgestuften Rücksprüngen abgeschlossen. Der westliche Torbogen ist einfacher gehalten. Zwischen beiden gibt es eine kleine gewölbte Halle. Die Ostseite ist als Schauseite mit verschiedenfarbigen Backsteinen und zwei Blendnischen aufwändiger gestaltet. Die Nischen bilden zwei langgezogene Kreuze mit kurzen Querarmen in der Mitte. Sie sind von hochkantig vermauerten Steinen eingefasst und sind innen mit einem Fischgrätenmuster ausgelegt. Die heute vorhandenen hölzernen Gittertore auf der östlichen Schauseite stammen wohl aus dem 19. Jahrhundert.